# Orquestra Filharmònica de Moscou
L'Orquestra Filharmònica de Moscou és una orquestra simfònica russa fundada el 1951 per Samuïl Samossud, un director del teatre d'òpera Bolxoi. El nom actual va ser determinat el 1953 i el seu director més representatiu ha estat Kirill Kondraixin, que va estrenar la Quarta simfonia i la Tretzena simfonia de Dmitri Xostakóvitx i d'altres obres de compositors soviètics contemporanis.
El 1976, es va nomenar Dmitri Kitaienko com a director titular, que realitzar l'estrena a la Unió Soviètica de la Missa de Glòria de Puccini, i la simfonia Turangalila d'Olivier Messiaen.
Actualment el seu director titular és Iuri Símonov i Dmitri Iablonski n'és el principal director convidat.

## Directors titulars
- Iuri Símonov (1998–)
- Mark Ermler (1996-1998)
- Vassili Sinaiski (1991-1996)
- Dmitri Kitaienko (1976-1990)
- Kirill Kondraixin (1960-1975)
- Samuïl Samossud (1951-1957)